# Polydrosus
Polydrosus är ett släkte av skalbaggar. Polydrosus ingår i familjen vivlar.

## Dottertaxa tillPolydrosus, i alfabetisk ordning[1]
- Polydrosus abbreviatus
- Polydrosus abeillei
- Polydrosus aceris
- Polydrosus acuminatus
- Polydrosus acutipennis
- Polydrosus aequalis
- Polydrosus alaiensis
- Polydrosus alampis
- Polydrosus albofasciatus
- Polydrosus alchemillae
- Polydrosus alpinus
- Polydrosus alveolus
- Polydrosus amaurus
- Polydrosus ambiguus
- Polydrosus americanus
- Polydrosus amoenus
- Polydrosus amplicollis
- Polydrosus amplipennis
- Polydrosus analis
- Polydrosus anchoralifer
- Polydrosus angustipennis
- Polydrosus angustus
- Polydrosus apfelbecki
- Polydrosus aquisextanus
- Polydrosus aquisextonus
- Polydrosus argentatus
- Polydrosus armipes
- Polydrosus arvernicus
- Polydrosus asniensis
- Polydrosus astutus
- Polydrosus atomarius
- Polydrosus atripes
- Polydrosus augustalisi
- Polydrosus auronitens
- Polydrosus aurovittatus
- Polydrosus avernicus
- Polydrosus baldensis
- Polydrosus balearicus
- Polydrosus ballioni
- Polydrosus bardus
- Polydrosus baudii
- Polydrosus bedeli
- Polydrosus bellus
- Polydrosus berberus
- Polydrosus binotatus
- Polydrosus biovatus
- Polydrosus bisphaericus
- Polydrosus bithynicus
- Polydrosus bletoni
- Polydrosus bodemeyeri
- Polydrosus bohemani
- Polydrosus brevipes
- Polydrosus brevirostris
- Polydrosus bulgaricus
- Polydrosus burchanensis
- Polydrosus calabricus
- Polydrosus candidatus
- Polydrosus capito
- Polydrosus capriola
- Polydrosus carinthiacus
- Polydrosus carpathicus
- Polydrosus castilianus
- Polydrosus castiliensis
- Polydrosus caucasicus
- Polydrosus cedri
- Polydrosus cejkai
- Polydrosus cephalonicus
- Polydrosus cephalotes
- Polydrosus cervinus
- Polydrosus chaerodrysius
- Polydrosus chlorogaster
- Polydrosus chlorophanus
- Polydrosus chrysocephalodes
- Polydrosus chrysocephalus
- Polydrosus chrysomela
- Polydrosus chrysomeloides
- Polydrosus cinctus
- Polydrosus cinereus
- Polydrosus circumductus
- Polydrosus clermonti
- Polydrosus cocciferae
- Polydrosus coelestis
- Polydrosus confluens
- Polydrosus confusus
- Polydrosus convexifrons
- Polydrosus corruscus
- Polydrosus cressius
- Polydrosus creticus
- Polydrosus crinitus
- Polydrosus cupreus
- Polydrosus cuprifulgens
- Polydrosus curtirostris
- Polydrosus curtulus
- Polydrosus cylindricollis
- Polydrosus cylindrithorax
- Polydrosus cylindrocollis
- Polydrosus dalmatinus
- Polydrosus damryi
- Polydrosus danieli
- Polydrosus davatchii
- Polydrosus decoratus
- Polydrosus delagrangei
- Polydrosus deliciosus
- Polydrosus dentipes
- Polydrosus deplanatus
- Polydrosus derosasi
- Polydrosus desbrochersi
- Polydrosus dichrous
- Polydrosus dilutus
- Polydrosus diversirostris
- Polydrosus doderoi
- Polydrosus dodoneus
- Polydrosus dohrni
- Polydrosus dorsalis
- Polydrosus dorsualis
- Polydrosus dubius
- Polydrosus elegans
- Polydrosus elegantulus
- Polydrosus emeryi
- Polydrosus emmae
- Polydrosus erubescens
- Polydrosus eusomoides
- Polydrosus faillai
- Polydrosus falsosus
- Polydrosus fasciatus
- Polydrosus femoratus
- Polydrosus ferrugineus
- Polydrosus festai
- Polydrosus festivus
- Polydrosus flavipes
- Polydrosus flavonotatus
- Polydrosus flavovirens
- Polydrosus florentinus
- Polydrosus formosus
- Polydrosus frater
- Polydrosus freyi
- Polydrosus fulvago
- Polydrosus fulvicornis
- Polydrosus fulvipes
- Polydrosus fulvipilis
- Polydrosus fulvus
- Polydrosus funicularis
- Polydrosus fusciclava
- Polydrosus fuscofasciatus
- Polydrosus fuscoroseus
- Polydrosus gavoyi
- Polydrosus geminatus
- Polydrosus gentilis
- Polydrosus gilvipes
- Polydrosus glabratus
- Polydrosus globosus
- Polydrosus gracilicornis
- Polydrosus gracilis
- Polydrosus graecus
- Polydrosus grandiceps
- Polydrosus griseoaencus
- Polydrosus griseomaculatus
- Polydrosus grisescens
- Polydrosus guadelupensis
- Polydrosus gyllenhali
- Polydrosus herbeus
- Polydrosus hirsutipennis
- Polydrosus hirsutulus
- Polydrosus hispanicus
- Polydrosus hopffgarteni
- Polydrosus hoppei
- Polydrosus hustachei
- Polydrosus ibericus
- Polydrosus igneus
- Polydrosus ignitus
- Polydrosus immaculatus
- Polydrosus impar
- Polydrosus impressifrons
- Polydrosus inermis
- Polydrosus insignis
- Polydrosus insquamosus
- Polydrosus intermedius
- Polydrosus intersitialis
- Polydrosus inustus
- Polydrosus iris
- Polydrosus italicus
- Polydrosus javeti
- Polydrosus jonicus
- Polydrosus jucundus
- Polydrosus julianus
- Polydrosus juniperi
- Polydrosus kahri
- Polydrosus karamani
- Polydrosus kiesenwetteri
- Polydrosus korbi
- Polydrosus lalyschensis
- Polydrosus laricis
- Polydrosus lateralis
- Polydrosus lepineyi
- Polydrosus leucaspis
- Polydrosus leucomarmoratus
- Polydrosus ligurinus
- Polydrosus longiceps
- Polydrosus longicornis
- Polydrosus longus
- Polydrosus luctuosus
- Polydrosus lusitanicus
- Polydrosus macrocephalus
- Polydrosus maculosus
- Polydrosus manteroi
- Polydrosus marcidus
- Polydrosus marginatus
- Polydrosus mariae
- Polydrosus maritimus
- Polydrosus marmoreus
- Polydrosus martinezi
- Polydrosus martini
- Polydrosus maurus
- Polydrosus mecedanus
- Polydrosus melanopus
- Polydrosus melanostictus
- Polydrosus melanotus
- Polydrosus merkli
- Polydrosus messor
- Polydrosus micans
- Polydrosus minutus
- Polydrosus mixtus
- Polydrosus modestus
- Polydrosus mogadoricus
- Polydrosus mollicomus
- Polydrosus mollis
- Polydrosus moricei
- Polydrosus morosus
- Polydrosus murinus
- Polydrosus mus
- Polydrosus mustela
- Polydrosus mustella
- Polydrosus mutabilis
- Polydrosus nanus
- Polydrosus neapolitanus
- Polydrosus nigripes
- Polydrosus nigrofemoratus
- Polydrosus niveopictus
- Polydrosus nodulosus
- Polydrosus oberthuri
- Polydrosus obesulus
- Polydrosus obesus
- Polydrosus obliquatus
- Polydrosus obscuripes
- Polydrosus obscurus
- Polydrosus ochreus
- Polydrosus ochropus
- Polydrosus orientalis
- Polydrosus ornatus
- Polydrosus pallidisetis
- Polydrosus pallidivestis
- Polydrosus pallidus
- Polydrosus pallipes
- Polydrosus paradoxus
- Polydrosus parallelus
- Polydrosus partitus
- Polydrosus parvulus
- Polydrosus pauper
- Polydrosus pedemontanus
- Polydrosus peninsularis
- Polydrosus penninus
- Polydrosus peragalloi
- Polydrosus perplexus
- Polydrosus phoeniceus
- Polydrosus pici
- Polydrosus picipes
- Polydrosus picoides
- Polydrosus picticornis
- Polydrosus pictus
- Polydrosus picus
- Polydrosus pilifer
- Polydrosus piligerus
- Polydrosus pilosellus
- Polydrosus pilosulus
- Polydrosus pilosus
- Polydrosus pindicus
- Polydrosus pirazzolii
- Polydrosus pistaciae
- Polydrosus planifrons
- Polydrosus pliginskii
- Polydrosus ponticus
- Polydrosus prasinoides
- Polydrosus prasinus
- Polydrosus pruinosus
- Polydrosus pseudocervinus
- Polydrosus pterogmalis
- Polydrosus pterygomalis
- Polydrosus pubescens
- Polydrosus pulchellus
- Polydrosus punctulatus
- Polydrosus purpureus
- Polydrosus pyri
- Polydrosus quadraticollis
- Polydrosus quadricollis
- Polydrosus raffrayi
- Polydrosus raverai
- Polydrosus reitteri
- Polydrosus revicollis
- Polydrosus reyi
- Polydrosus rhodiacus
- Polydrosus robustus
- Polydrosus roseus
- Polydrosus rotundicollis
- Polydrosus rubens
- Polydrosus rubi
- Polydrosus rufescens
- Polydrosus ruficornis
- Polydrosus rufulus
- Polydrosus rutilipennis
- Polydrosus salicicola
- Polydrosus salsicola
- Polydrosus schilskyi
- Polydrosus schonherri
- Polydrosus schwiegeri
- Polydrosus sciaphiliformis
- Polydrosus scopoli
- Polydrosus sctiger
- Polydrosus scutellaris
- Polydrosus secretus
- Polydrosus seidlitzi
- Polydrosus selencus
- Polydrosus senex
- Polydrosus sericeus
- Polydrosus setifrons
- Polydrosus sibiricus
- Polydrosus sicanus
- Polydrosus siccensis
- Polydrosus siculus
- Polydrosus signatus
- Polydrosus smaragdinus
- Polydrosus smaragdulus
- Polydrosus solarii
- Polydrosus sparsus
- Polydrosus speciosus
- Polydrosus spiniger
- Polydrosus splendens
- Polydrosus splendidus
- Polydrosus squalidus
- Polydrosus squamosus
- Polydrosus squamulosus
- Polydrosus starcki
- Polydrosus stierlini
- Polydrosus subalpinus
- Polydrosus subcyaneus
- Polydrosus subglaber
- Polydrosus subnotatus
- Polydrosus subnudus
- Polydrosus subpilosus
- Polydrosus sulcatirostris
- Polydrosus sulcatus
- Polydrosus suturalis
- Polydrosus suturellus
- Polydrosus tereticollis
- Polydrosus thalassinus
- Polydrosus tibialis
- Polydrosus tibiellus
- Polydrosus tonsus
- Polydrosus torcolensis
- Polydrosus transalpinus
- Polydrosus tunicatus
- Polydrosus turanensis
- Polydrosus undatus
- Polydrosus undulatus
- Polydrosus uniformis
- Polydrosus vagabundus
- Polydrosus vagepictus
- Polydrosus variegatus
- Polydrosus vaucheri
- Polydrosus viertli
- Polydrosus vilis
- Polydrosus villosithorax
- Polydrosus villosulus
- Polydrosus virbius
- Polydrosus virens
- Polydrosus virginalis
- Polydrosus viridicinctus
- Polydrosus viridilimbatus
- Polydrosus viridimaculatus
- Polydrosus viridimarginalis
- Polydrosus viridipubens
- Polydrosus viridis
- Polydrosus vittatus
- Polydrosus vodozi
- Polydrosus volxemi
- Polydrosus vranicensis
- Polydrosus vulpeculus
- Polydrosus xanthopus
- Polydrosus zurcheri